# Vasili Miróvich
Vasíli Yakovlevich Miróvich (1739, Tobolsk - 15 de septiembre de 1764) fue un teniente del regimiento de infantería de Smolensk. Organizó un intento de un golpe de Estado en 1764 en Rusia.

## Biografía
El abuelo de Vasili era un coronel de la guarnición de Pereyaslav, Fedor Miróvich, era partidario del hetman de Iván Mazepa que tras la derrota de Carlos XII, huyó a Polonia. Su padre, Jacob Miróvich, viajó en secreto a Polonia, por lo tanto las propiedades de la familia fueron confiscadas y fue exiliado a Siberia, donde Vasili nació en 1739. 
V. Miróvich sirvió en el Regimiento de Infantería de Smolensk, pero en 1763 pidió ser trasladado a Shlisselburg. 
El descendiente empobrecido de los otros ricos, nobles, rusos, y teniente segundo Vasili Miróvich, estaba en el servicio en Shlisselburg en 1764 y, en ocasiones, era miembro de la guardia en la fortaleza de Shlisselburg. Al enterarse de que el misterioso prisionero número 1, era el antiguo emperador Iván Antónovich, decidió rescatarlo y reinstalarlo en el trono. 
Como resultado del intento de Vasili de exigir al jefe de los soldados del escuadrón de la guardia que liberara a Iván, este último fue asesinado el 5 de julio de 1764 por el capitán de oficiales de policía Vlasyev y el teniente Chekin. Los guardias que custodiaban al antiguo emperador habían recibido la instrucción secreta de matar al prisionero si intentaban liberarlo (incluso si la orden de libertad venía por orden de la propia zarina), por lo tanto, en respuesta a la orden de rendición de Vasili, apuñalaron al prisionero y luego se rindieron.

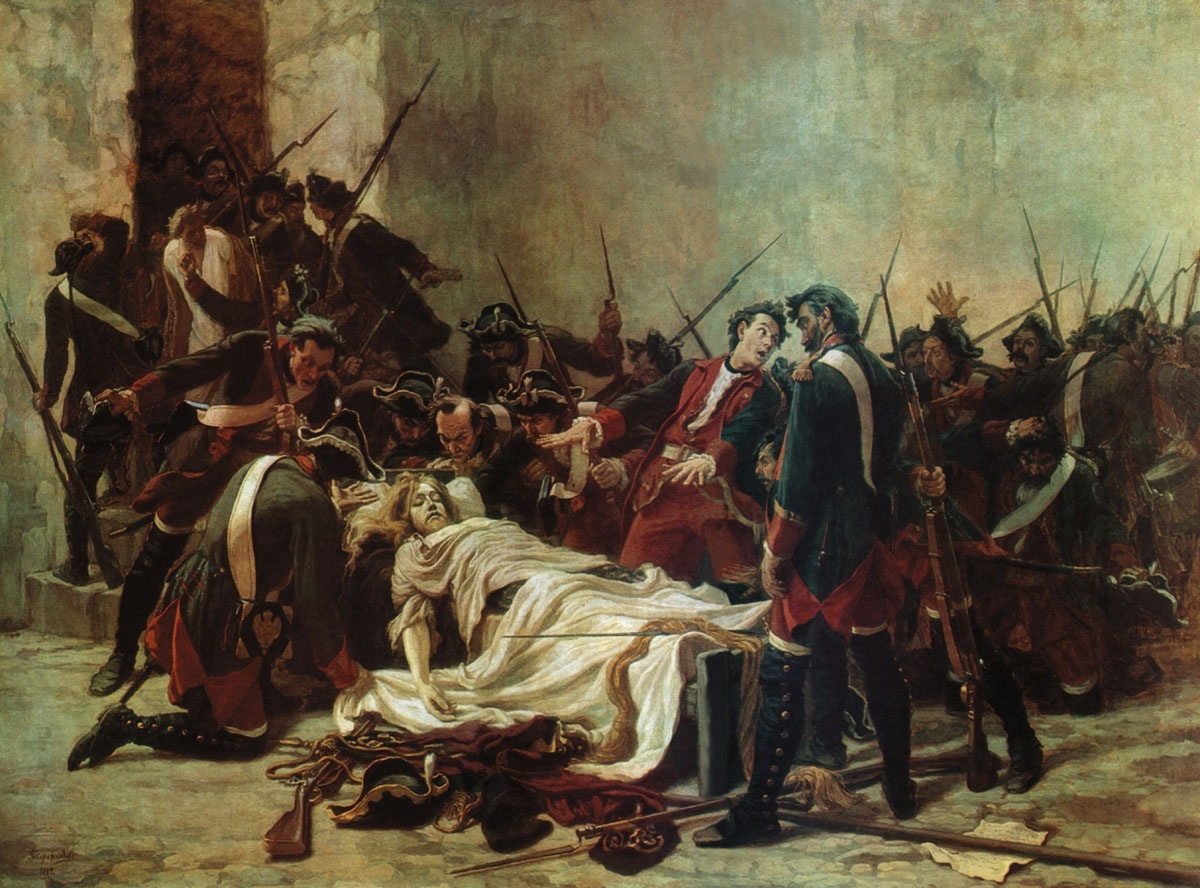
Miróvich ante el cuerpo de Iván VI. Pintura de Iván Tzorozhnikov, (1884)

De acuerdo con la sentencia del Senado, Miróvich fue decapitado (aunque originalmente fue sentenciado al descuartizamiento) el 15 de septiembre de 1764 en la Plaza Sytninskaya. Entre las circunstancias que llevaron a Miróvich a "rebelarse", también considera su resentimiento contra Catalina II porque ella se negó en reiterativas veces a sus solicitudes de restaurar sus derechos hereditarios. 
Existe una teoría de conspiración que indica que fue la propia zarina Catalina II quien provocó la conspiración de Miróvich, para así deshacerse del antiguo zar a quien, aunque mentalmente ya discapacitado, todavía consideraba una amenaza a su permanencia en el trono del Imperio Ruso.

## En literatura y arte
- La "revuelta" de Miróvich sirvió como tema para la novela G. P. Danilevsky "Miróvich".
- Pintura de Ivan Tzorozhnikov "Teniente Vasili Miróvich cerca del cadáver de Iván Antonovich el 5 de julio de 1764 en la Fortaleza de Schlusselburg" (1884).
- La idea de la novela F. M. Dostoievski
- Drama Helen Schwartz "La historia de Iván Antónovich, el emperador ruso, la primera: una rebelión o un rebelde, así como dos jóvenes de apariencia ordinaria, Vasili Miróvich y su amigo Apollo Ushakov y cómo no tuvieron suerte" (1968).
- Victor Alexandrovich Sosnora "Dos máscaras" (1968)
- Pikul Valentin Savvich " Favorito " (1984). Volumen 1 "Su Emperatriz", capítulo "Shlisselburzhskaya ridículo".
- El prisionero nº 1. Henri Troyat. (1977)

- "En el caso de Miróvich" (sus dos peticiones y una nota oficial sobre su juicio // Colección de materiales históricos y documentos relacionados con la historia de Rusia de los siglos XVIII - XIX / ed. M. Mikhailov. - San Petersburgo, 1873.
- Kovalevsky E.E. Graf D.N. Bludov y su tiempo. - SPb., 1866 (anexo).
- Bantysh-Kamensky. Historia de la pequeña Rusia. - T. Iv.
- Shubinsky S. N. Iván Antónovich // Antigüedades rusas. - T. XXIV y XXV.
- Bilbacov V. A., Iván Antónovich y Miróvich. - M., 1908. - 123 p.
- "Nota" por V.P. Kochubey // Lecturas en la Sociedad de Moscú. Cuentos y antigüedades rusas. (1860, III)
- Бильбасов. Шлиссельбургская нелепа. «Исторический вестник, 1888, Т. 32 (апрель, май, июнь), 842 стр.». Archivado desde el original el 14 de febrero de 2012.
- Miróvich, Vasili Yakovlevich / / Diccionario enciclopédico Brockhaus y Efron: En 86 tomos (82 tomos y 4 adicionales). - SPb., 1890-1907.